# 北青州
北青州，中国古代的州。
- 东晋初年侨置北青州，治所在广陵郡（今江苏省扬州市）。南朝时改为侨置青州。
- 东晋末刘裕灭南燕，改青州置北青州，治所在东阳城（今山东省青州市）。因侨置青州于广陵（今江苏省扬州市西北），故称北青州，后复为青州。宋明帝时地入北魏。
- 南朝梁置北青州，治所在今江苏赣榆县南。不久即废。